# Philippe Gilbert
Philippe Gilbert (født 5. juli 1982 i Verviers) er en belgisk tidligere professionel cykelrytter. Han var kendt som klassiker-specialist. Gilbert blev verdensmester i landevejscykling i 2012. Han deltog i Tour de France i årene 2005 – 2012. Gilberts største sejre er verdensmesterskabet i landevejscykling i 2012, Paris-Tours i 2008-2009, Giro di Lombardia i 2009 og 2010, Amstel Gold Race i 2010 og 2011, Liege-Bastogne-Liege i 2011, La Flèche Wallonne i 2011 og Clásica de San Sebastián i 2011. Han har desuden vundet etaper i Giro d'Italia og Tour de France samt 4 etaper i Vuelta a España. Han blev kåret som årets rytter i 2011. 
I foråret 2017 tog Gilbert en af flotteste solosejre i nyere cykelsport. Med knap 55 km til mål, gled Gilbert - iført den belgiske mesterskabstrøje - fra konkurrenterne på Oude Kwaremont og kørte alene hjem til sin første sejr i Flandern Rundt.
14/4 2019 vandt Gilbert Paris - Roubaix efter en afgørende spurt mod Nils Politt.

## Meritter
2003
Etapesejr Tour de l'Avenir
2004
Etapesejr Tour Down Under
Samlet Paris-Corrèze
2005
Etapesejr Tour Méditerranéen
Tour du Haut-Var
Trophée des Grimpeurs
Samlet (15 løb) - Franske cup i landevejscykling
Etapesejr Fire dage ved Dunkerque
Polynormand
2006
Omloop Het Volk
Etapesejr Dauphiné Libéré
Etapesejr Benelux Tour
GP de Fourmies
GP de Wallonie
2007
Etapesejr Tour du Limousin
2008
Bjergkonkurrencen Tour Down Under
Trofeo Mallorca
Trofeo Soler
Samlet Challenge Mallorca
Omloop Het Volk
Paris-Tours
2009
20. etape Giro d'Italia
Samlet og etapesejr Ster Elektrotoer
Coppa Sabatini
Paris-Tours
Giro del Piemonte
Lombardiet Rundt
2010
Amstel Gold Race
Etapesejr Belgien Rundt
3. og 19. etape Vuelta a España
Giro del Piemonte
Lombardiet Rundt
2011
Etapesejr Volta ao Algarve
Montepaschi Strade Bianche
Etapesejr Tirreno-Adriatico
Brabantse Pijl
Amstel Gold Race
La Flèche Wallonne
Liège-Bastogne-Liège
Samlet og etapesejr Belgien Rundt
Samlet og etapesejr Ster ZLM Toer
 Belgisk mester i landevejsløb
Etapesejr Tour de France
Clásica de San Sebastián
Etapesejr Eneco Tour
 Belgisk mester i enkeltstart
Grand Prix Cycliste de Québec
Grand Prix de Wallonie
2012
To etapesejre Vuelta a España
 Guld, landevejscykling (2012)
2013
Etapesejr, Vuelta a España
2014
Brabantse Pijl
Amstel Gold Race
Samlet og 2 etapesejre, Ster ZLM Toer
Samlet og etapesejr, Tour of Beijing
2015
2 etapesejre, Giro d'Italia
Grand Prix Cerami
Etapesejr, Tour de Wallonie
2016
Vuelta Ciclista a Murcia
2. og 4. etape, Luxembourg Rundt
 Belgisk mester i landevejsløb
2017
Samlet og 1. etape, Tre dage ved Panne
Flandern Rundt
Amstel Gold Race
Etapesejr, Tour de Suisse